# Nesorhamma badia
Nesorhamma badia är en insektsart som först beskrevs av Frederick Arthur Godfrey Muir 1917.  Nesorhamma badia ingår i släktet Nesorhamma och familjen Derbidae. Inga underarter finns listade i Catalogue of Life.